# 亞馬遜河捷泳鯰
亞馬遜河捷泳鯰，為輻鰭魚綱鯰形目甲鯰科的其中一種，為熱帶淡水魚，分布於南美洲亞馬遜河上游及烏卡亞利河流域，體長可達5.6公分，棲息在植被生長的溪流底層水域，生活習性不明。

## 扩展阅读
維基物種上的相關：亞馬遜河捷泳鯰